# Samarrská kultura

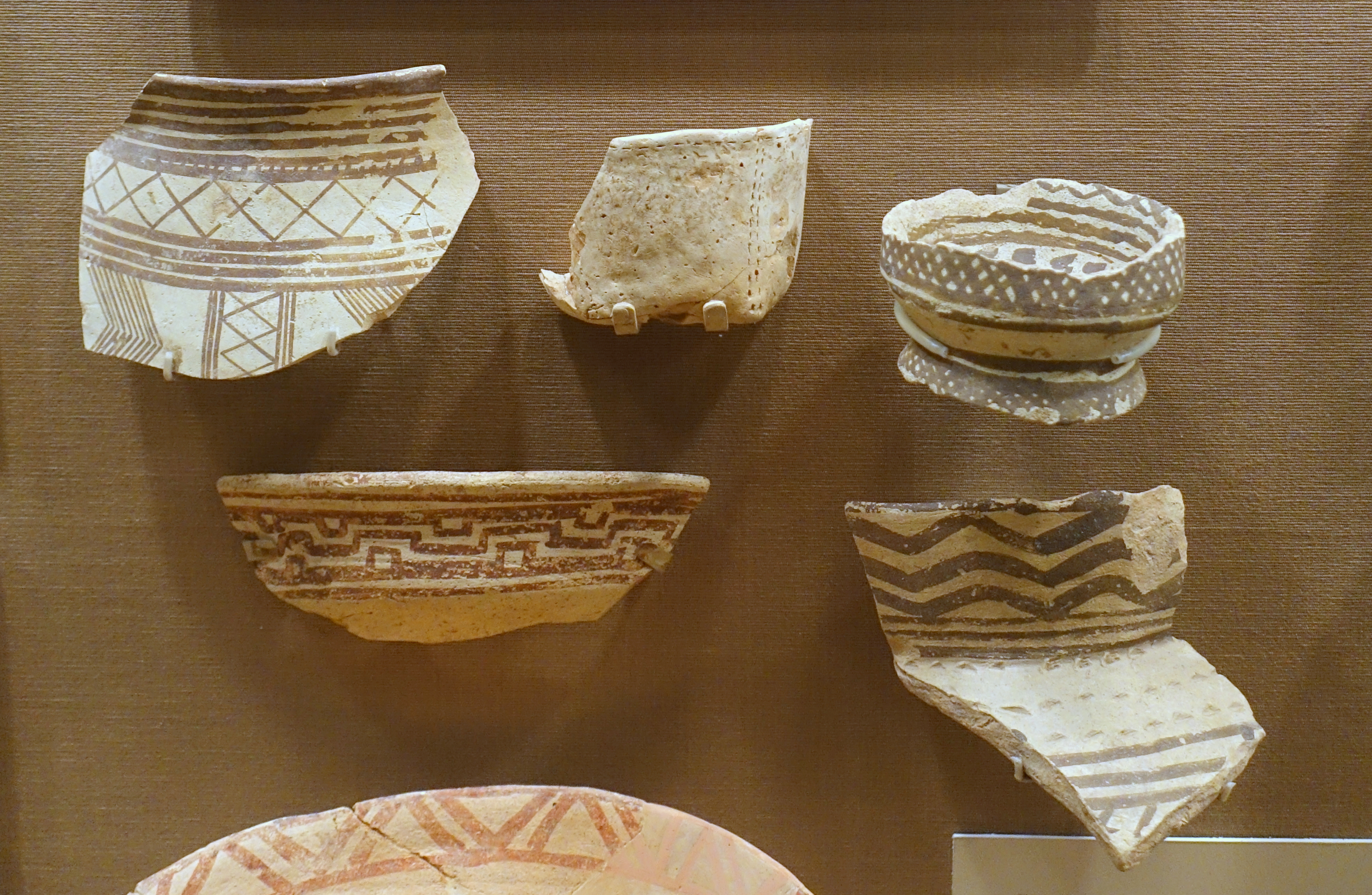
Střepy váz nalezené jako archeologické pozůstatky Samarrské kultury vystavené v Orientálním Muzeu University v Chicagu

Samarrská kultura je nejstarší chalkolitická kultura v Mezopotámii. V její severní části navazuje na pozdně neolitickou chassunskou kulturu, kterou postupně nahrazuje v 2. polovině 6. tisíciletí př. n. l. (někteří badatelé ji kladou do let asi 5500 - 4800 př. n. l.).
Kultura je nazvána podle svého typického naleziště Samarry (arabsky سامراء), dnešního iráckého města jižně od Mosulu, 125 km severně od Bagdádu. Její původ byl původně hledán v Íránu, ale dnes se předpokládá, že se do oblasti pozdější Asýrie dostala z východního Turecka. Významným nalezištěm zůstává i v této době Tell Chassuna (vrstvy 4,5), Tell es Sauván (vrstvy 3, 4) a Tepe Šemšara (vrstvy 13-11), na Eufratu pak Baghúz.
Severní Mezopotámie je na počátku doby kovové stále vyvinutější oblastí, ale použití kovu umožnilo osídlení jižní oblasti, budoucího Sumeru, neboť se člověk naučil využívat umělého zavodňování vodami Eufratu a Tigridu. Sever kontinuálně navazuje na tradice chassunské a přechod obou kultur není náhlý. V Tell es Sauvánu stojí uprostřed obce malý chrám, také příkop ohraničující ohradu pro dobytek zde zůstává po celé samarrské období zachován.
Ve společnosti dochází k postupnému rozvrstvování, některé domy jsou rozsáhlé, mají sedm až patnáct místností, mnohé jsou však jen skladišti. Oheň je zakládán na dvoře, cesty jsou dlážděny keramickými střepy, mají odvodňovací drenáže. Zdi v místech trámů ztesilují pilastry. Vedle osady bývala pohřebiště, hroby jsou opatřeny milodary.
Zpracování kamene již je v úpadku, typická je keramika. Najdeme zde mísy s ústředním nebo oběžným ornamentem, snad poprvé se uprostřed mísy objevuje svastika, často zdobená postavami žen, zvířat či ptáků. Právě kombinace figurálních a ornamentálnívch motivů je pro samarrskou kulturu typická.
Současně s kulturou samarrskou vzniká v Sýrii kultura nová, chaláfská. Ta pak samarrskou kulturu vytlačuje i ze severní Mezopotámie a ve středním chalkolitu ji zde po roce 5000 př. n. l. vystřídala.Nejstarší, tzv. starochaláfský stupeň, dosud nebyl v Mezopotámii prokázán. Vlivy samarrské kultury také sahají k západu až do Kilikie (Mersin) přes horní povodí Eufratu v okolí Karchemiše až po okraje íránské plošiny k jihovýchodu (oblast Sus). Vlivy samarrské kultury v keramice najdeme i v nejstarším Řecku v kultuře Sesklo.